# Istoria biologiei

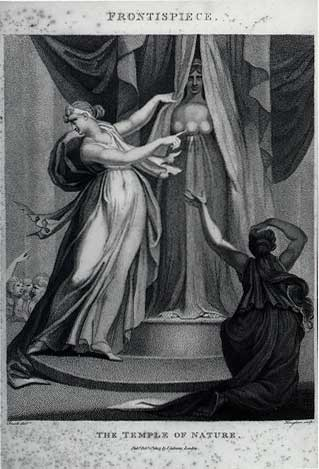
Zeiţa Artemis dezvăluind Natura, alegorie reprezentată pe volumul de versuri The Temple of nature a lui Erasmus Darwin

Istoria biologiei urmărește evoluția studiului lumii vii din cele mai vechi timpuri și până în zilele noastre.
Deși conceptul de biologie, care să definească o știință de sine-stătătoare, a apărut abia în secolul al XIX-lea, științele biologice au apărut din medicina tradițională și din științele naturii, pornind de la medicina Egiptului antic, lucrările lui Aristotel și Galenus din antichitate.
Au evoluat în evul mediu în cadrul medicinei islamice, unde s-au remarcat savanți ca Al-Jahiz, Avicenna, Ibn al-Baitar, Ibn al-Nafis și alții.
Renașterea europeană și începutul epocii moderne au adus o revoluție în gândirea biologică prin readucerea în centrul atenției a metodei științifice empirico-experimentale și printr-o serie de descoperiri mai ales în domeniul anatomiei.
Principalii exponenți ai acestei perioade au fost Andreas Vesalius și William Harvey, care au făcut apel la experiment și observație minuțioasă în domeniul fiziologiei, și naturaliști ca Linnaeus și Buffon, care încep să realizeze clasificarea diversității vieții, studiul fosilelor, dar și dezvoltarea și comportamentul organismelor.
Microscopia a dezvăluit lumea până atunci necunoscută a microorganismelor, punând bazele teoriei celulare.
În secolele al XVIII-lea și al XIX-lea, științe ca botanica și zoologia au devenit discipline științifice.
Lavoisier și alți savanți încep să realizeze legătura dintre materia vie și cea fără viață prin intermediul fizicii și chimiei.
Naturaliști exploratori, precum Alexander von Humboldt, au studiat interacțiunea dintre organisme și mediul înconjurător, punând astfel bazele biogeografiei, ecologiei și etologiei. Acești oameni de știință încep să respingă esențialismul și iau în considerare fenomenul de dispariție (extincție) a speciilor și de mutabilitate a acestora.
Teoria celulară deschide o nouă perspectivă înțelegerii fundamentelor vieții. Toate aceste progrese, ca și rezultatele din embriologie și paleontologie, au fost sintetizate prin teoria evoluționistă a lui Charles Darwin și prin mecanismul selecției naturale. La sfârșitul secolului al XIX-lea, asistăm la decăderea teoriei generației spontane, o dată cu descoperirea germenilor ca agenți patogeni.
Dar mecanismul eredității rămâne încă un mister.
La începutul secolului al XX-lea, redescoperirea operelor lui Gregor Mendel conduce la o rapidă dezvoltare a geneticii, la care se remarcă aportul lui Thomas H. Morgan și a discipolilor săi.
Teoria sintetică a evoluției apare prin anii 1930 prin asimilarea rezultatelor din genetica populațiilor și a teoriei selecției naturale, reconsolidând teoria evoluționistă.
Se dezvoltă rapid noi discipline biologice, mai ales după ce James D. Watson și Francis Crick propun structura ADN-ului.
După elaborarea teoriei fundamentale a biologiei moleculare și descoperirea codului genetic, biologia se ramifică în două mari direcții, una referitoare la studiul organismelor și a grupurilor de organisme și o alta referitoare la domeniile celular și molecular.
Pe la sfârșitul secolului al XX-lea, apar noi ramuri ca genomica (studiul genomurilor organismelor) și proteomica (studiul structurii și funcțiilor proteinelor pe care le conține un organism).

## Etimologie
Termenul biologie provine din combinarea cuvintelor grecești βίος (bios, "viață") și λεγειν (legein, "a aduna", "a strânge", cf. λόγος, logos, "cuvânt").
Acest termen, în accepțiunea sa modernă, a fost introdus independent de către Karl Friedrich Burdach (în 1800), Gottfried Reinhold Treviranus (Biologie oder Philosophie der lebenden Natur, 1802) și Jean-Baptiste Lamarck (Hydrogéologie, 1802).
Înainte de crearea acestui cuvânt, pentru descrierea animalelor și plantelor erau utilizati alți termeni.
Astfel, prin istorie naturală se făcea referință la aspectul descriptiv al biologiei și se includeau și aspecte legate de alte științe, ca de pildă mineralogia, care astăzi nu aparțin domeniului biologiei.
Din evul mediu până la Renaștere, toate domeniile istoriei naturale se contopeau, fiind desemnate sub termenul scala naturae sau Marele lanț al vieții.
Filozofia naturii și teologia naturală includeau bazele conceptuale ale vieții și încercau să răspundă chestiunilor legate de existența organismelor animale și vegetale.

## Antichitate

### Preistorie
Încă din cele mai vechi timpuri, pentru a putea supraviețui, omului primitiv îi erau necesare cunoștințele legate de plante și animale.
De exemplu, trebuia să știe cum să evite (sau să utilizeze) plantele și animalele veninoase sau cum să captureze și să imobilizeze animalele aparținând diferitelor specii.
Așadar, putem spune că primele cunoștințe biologice sunt anterioare apariției scrisului în istoria omenirii.
Primul mare salt în evoluția cunoașterii biologiei s-a înregistrat o dată cu așa-numita revoluție neolitică.
Atunci comunitățile umane au trecut de la modul de viață nomad, bazat pe cules, vânătoare și pescuit, la cel sedentar, bazat pe agricultură.
Perioada este plasată cu peste zece milenii în urmă, în zona Orientului Mijlociu.
Aici încep să fie cultivate plantele și domesticite animalele.

### Lumea orientală
Vechile culturi și civilizații orientale și-au creat sisteme filozofice și științifice avansate, prin care încercau să explice toate problemele majore ale realității, inclusiv cele legate de lumea vie.
Astfel, mesopotamienii cunoșteau faptul că polenul joacă un rol important în fertilizarea plantelor.
O serie de texte indiene înfățișau aspecte din viața păsărilor.
În vechiul Egipt s-au făcut descrieri ale metamorfozelor insectelor și broaștelor.
Egiptenii și babilonienii stăpâneau o serie de cunoștințe privind anatomia și fiziologia omului.
Totuși, nivelul scăzut al cunoștințelor acelei perioade a lăsat loc liber superstițiilor și speculațiilor metafizice.
Astfel, în Babilon și Asiria, organele de animale erau folosite pentru predicții (obicei transmis și în lumea greco-romană), iar în Egipt actul medical presupunea și elemente mistice și de ritual.
Mitul creației, frecvent în religiile acestor popoare, cuprindea aspecte privind originea sau apariția vieții.
Totuși, rădăcinile biologiei moderne pot fi găsite în cadrul culturii și civilizației Greciei antice.

### Grecia antică

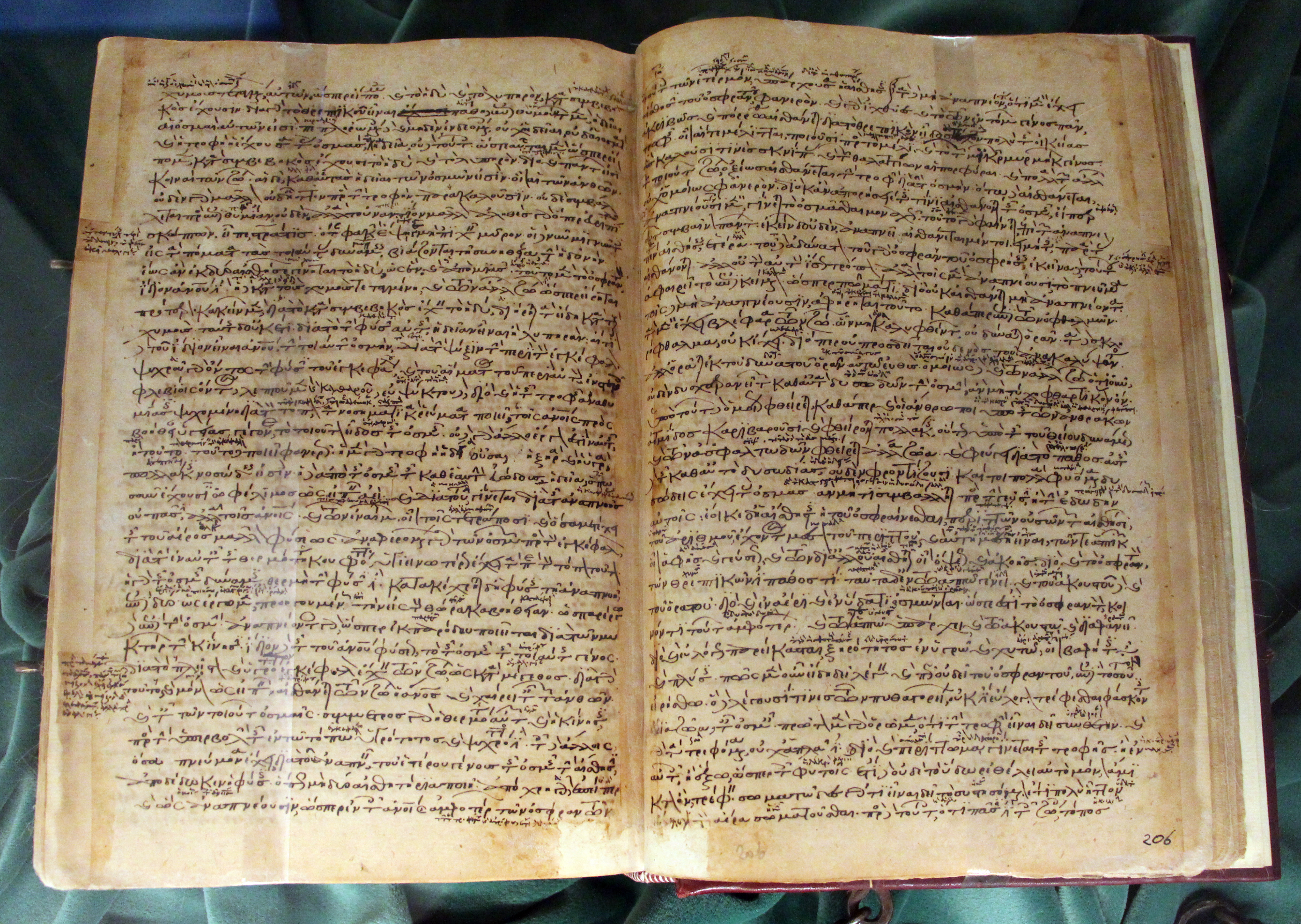
Historia animalium, una din cărțile lui Aristotel despre biologie. Manuscris secolul XII

Filozofii presocratici și-au pus multe întrebări privind viața, dar nu au găsit răspunsuri satisfăcătoare deoarece nivelul cunoștințelor acelei perioade era scăzut.
Teoriile medicale ale lui Hippocrate și ale urmașilor săi, spre exemplu teoria umorală, au avut un puternic impact în acea perioadă.
Aristotel a fost personalitatea cu cea mai mare influență în întreaga antichitate clasică. 
Deși, în ansamblu, opera sa a fost mai mult speculativă, ultimele lui scrieri au fost mai empirice, caraterizate printr-o mai multă atenție acordată cauzalității și diversității biologice. 
Aristotel a clasificat peste 540 de specii de animale și a disecat cel puțin 50. 
Marele savant și filozof antic și mai târziu toți cei care i-au urmat, până în secolul al XVIII-lea, au considerat în mod idealist că toate ființele sunt ordonate ierarhic pe o scală a perfecțiunii, care urca de la cele mai simple plante către animale, pentru a ajunge apoi la om. 
Este vorba de așa-numita scala naturae.
Aristotel clasifica lumea vie în trei nivele:
- plantele, înzestrate cu spirit vegetativ, care le permitea să crească și să se înmulțească;
- animalele, dotate atât cu spirit vegetativ, cât și senzitiv, ceea ce le conferea mobilitatea și capacitatea de a recepta senzații;
- omul, care, în plus, posedă capacitatea de a gândi, de a reflecta.

Marele filozof observă că animalele de pe treptele superioare nasc pui vii, pe când majoritatea celor de rang inferior se înmulțesc prin ouă.
Teofrast, succesorul lui Aristotel în cadrul celebrei școli Lyceum, în cărțile sale, ce alcătuiesc Istoria plantelor, își expune rezultatele cercetării amănunțite pe care a efectuat-o asupra plantelor.
Opera sa va servi drept model pentru studiul botanicii secole de-a rândul.
Astfel, Teofrast descrie amănunțit înmulțirea sexuată la plantele superioare și introduce termenii de carp pentru fructe și pericarp pentru vasele conducătoare din țesutul vegetal.
De asemenea, Plinius cel Batrân s-a făcut remarcat pentru cunoștintele sale privind plantele și animalele, fiind considerat unul dintre cei mai prolifici compilatori în domeniul zoologiei.
În perioada elenistică, Herophilos din Calcedonia și Erasistrate din Keos, efectuând disecții și vivisecții, au reușit să aducă unele corecții teoriilor lui Aristotel din domeniul fiziologiei.
Astfel, Herophilos consideră că sediul inteligenței se află în creier, nu în inimă, cum susținea Aristotel; conștientizează, de asemenea, legătura dintre sistemul nervos, mișcare și senzații.
Herophilos și Erasistrate sunt primii care au studiat vasele de sânge și fasciculele nervoase, întocmind o adevarată o hartă a acestora.
De asemena, Erasistrate stabilește legătura dintre suprafața dată de circumvoluțiunile cerebrale umane și inteligența omului, comparativ cu cea a animalelor.
Către sfârșitul antichității, una dintre cele mai importante personalități din domeniul medicinei și anatomiei este Claudius Galenus.
Considerat unul dintre fondatorii anatomiei și farmacologiei, opera sa a influențat evoluția de mai târziu a medicinei islamice și, timp de peste un mileniu, medicina vest-europeană.

## Evul mediu

### Lumea islamică
După căderea Imperiului Roman, cunoștințele și tradiția civilizației greco-romane au fost preluate de cea bizantină și mai ales de cea islamică.
În epoca de aur a islamului, perioada cuprinsă între secolele al VIII-lea și al XIII-lea, savanți, medici și filozofi islamici au adus o contribuție însemnată la tezaurul cunoștințelor despre lume, în particular în domeniul biologiei.
Astfel, Al-Jahiz (781 - 869) este unul dintre primii care prezintă concepte evoluționiste, ca lupta pentru existență.
De asemenea, introduce ideea de lanț trofic și este susținătorul ideii de determinism geografic și de mediu, concepte avansate pentru acea epocă.
Biologul kurd Al-Dinawari (828 - 896) este considerat fondatorul arab al botanicii.
În lucrarea sa, Cartea plantelor, descrie peste 600 de plante și discută amănunțit etapele creșterii vegetale.
În domeniul anatomiei și fiziologiei, medicul persan Al-Razi (sau Rhazes) (865 - 925) utilizează pe scară largă experimentul și ajunge să critice teoria umorală a lui Galenus.
În cadrul medicinei experimentale, se remarcă marele savat, dar și filozof, Avicenna (980 - 1037).
Tratatul său, Canon de medicină, care prezintă o serie de teste și experimente clinice și de farmacologie, va rămâne o lungă perioadă (până în secolul al XVII-lea) o lucrare de referință pentru medicina europeană.
Medicul andaluz Avenzoar (1091 - 1161), adept al metodelor empirico-experimentale, utilizează în mod curent disecția și autopsia.
Acesta demonstrează că scabia este o boală a pielii cauzată de un parazit, aducând astfel un argument contra teoriei umorale.
De asemenea, promovează chirurgia experimentală și efectuează teste pe animale, cu mult înainte ca europenii să facă același lucru.
În timpul foametei din Egipt din 1200, medicul (dar și istoricul) Abd al-Latif (1162 – 1231) studiază și examinează un număr mare de schelete și observă faptul că Galenus avea concepții eronate în ceea ce privește formarea oaselor maxilarului și a celui sacrum.
La începutul secolului al XIII-lea, biologul andaluz Abu al-Abbas al-Nabati utilizează metoda științifică la studiul botanicii, introducând tehnici empirice și experimentale pentru testarea, descrierea și identificarea substanțelor medicamentoase.
Discipolul său, Ibn al-Baitar (d. 1248) a scris o enciclopedie farmaceutică în care a descris peste 1.400 de plante, principii alimentare și substanțe farmaceutice, 300 din acestea fiind propriile sale descoperiri.
Traducerea în latină a operei sale a servit drept lucrare de referință biologilor și farmaciștilor europeni până în secolul al XIX-lea.
Medicul arab Ibn al-Nafis (1213 - 1288) a promovat utilizarea disecției experimentale și autopsiei.
În 1242, acesta a descoperit circulația pulmonară și cea coronară, care constituie baza sistemului circulator.
A descris conceptul de metabolism și a discreditat teoria umorală a lui Galenus și Avicenna.

## Renașterea
O dată cu renașterea europeană, se remarcă un interes crescut pentru științele naturale și pentru fiziologie.
În 1543, prin tratatul de anatomie De humani corporis fabrica, Andreas Vesalius inaugureaza epoca modernă a medicinei vest-europene.
Prin lucrarea sa, bazată pe observație în cadrul disecțiilor, scolastica este înlocuită prin empirism.
Locul teoriilor devenite dogme inatacabile sau al rațiunilor abstracte, speculative, este luat de studiile și experimentele efectuate direct în natură.
În acest context, atenția se îndreaptă și asupra fitoterapiei.
Otto Brunfels, Hieronymus Bock și Leonhart Fuchs au scris lucrări valoroase privind studiul plantelor.
Nici regnul animal nu este uitat; în această perioadă apar celebrele bestiarii, tratate bogat ilustrate care descriu o multitudine de specii.
Printre autori putem menționa: William Turner, Pierre Belon, Guillaume Rondelet, Conrad Gessner, și Ulisse Aldrovandi.
Artiști ca Albrecht Dürer și Leonardo da Vinci și-au manifestat talentul în acest domeniu, studiind și reprezentând cu multă minuțiozitate detalii din lumea vie.
Alchimiști precum Paracelsus au contribuit la dezvoltarea ulterioară a farmacologiei.

## Secolele al XVII-lea și al XVIII-lea

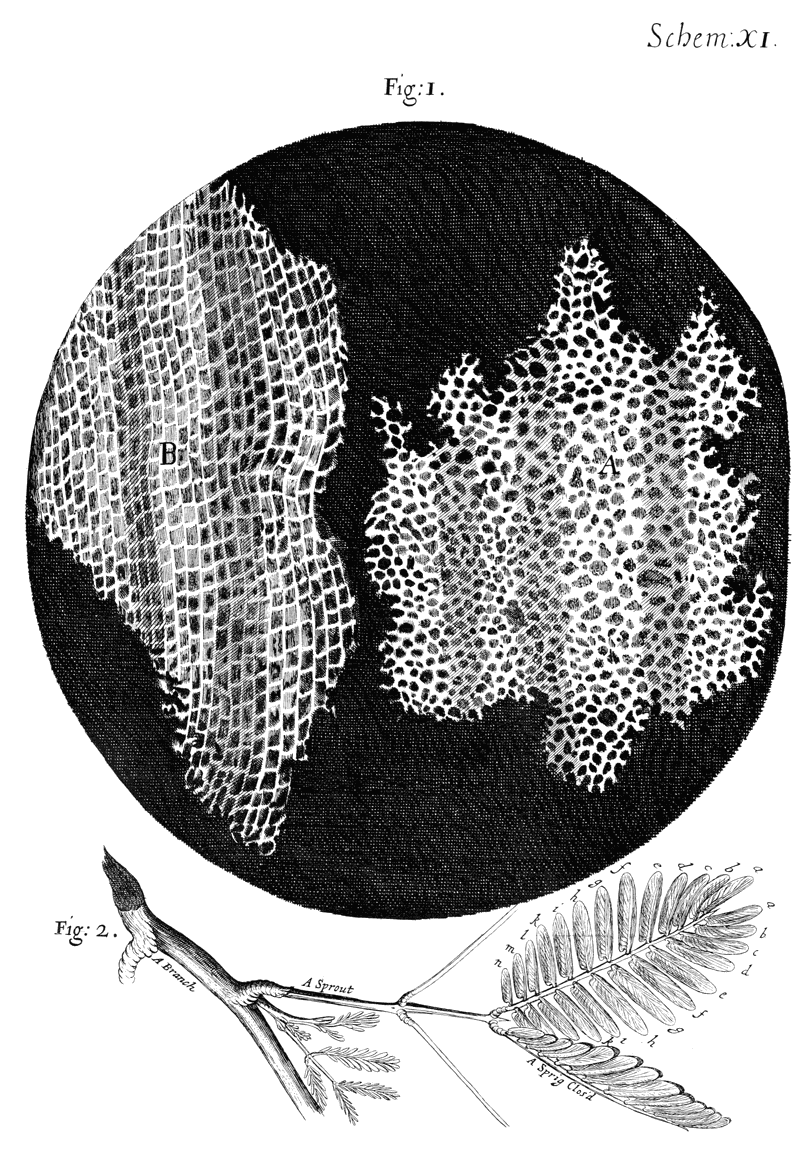
Prima reprezentare a unei celule vegetale, așa cum apare în Micrographia lui Robert Hooke

Continuând lucrările lui Vesalius, William Harvey efectuează observații și experimente pe ființe vii (oameni și animale).
Studiind vasele de sânge, în 1616, acesta descoperă aparatul circulator.
Lucrarea De motu cordis, publicată în 1628, în care Harvey expune noua teorie a circulației sanguine, marchează sfârșitul teoriei lui Galenus.
De acum înainte, studiul fiziologiei va urmări și aspectele cantitative ale proceselor și fenomenelor, lucru vizibil și în cercetările lui Santorio Santorio privind metabolismul.
La începutul secolului al XVII-lea, apariția microscopului deschide drumul unei noi științe, microbiologia.
În 1665, Robert Hooke publică celebra Micrographia, în care își expune observațiile sale din lumea microorganismelor și unde este prezentată, pentru prima dată, celula vegetală.
Ulterior, îmbunătățirile aduse microscopului de către Antonie van Leeuwenhoek au permis descoperirea spermatozoidului, a bacteriei, a infuzoarelor și a altor minuscule organisme.
Investigații similare, efectuate de Jan Swammerdam, au pus bazele entomologiei, a disecției microscopice și a tehnicii colorării pentru observații microscopice mai fine.
Multitudinea de descoperiri din domeniul lumii vii conduce la necesitatea clasificării organismelor.
Botanistul John Ray încearcă să întocmească o taxonomie, însă fără a depăși cadrul teologiei naturale.
În 1669, Nicholas Steno publică un eseu privind organismele fosilizate în straturile de zăcăminte.
Acesta ar putea fi considerat începutul paleontologiei, domeniu care avea să suscite o serie de dispute, mai ales datorită controverselor dintre știință și religie în ceea ce privește erele geologice și dispariția speciilor.
Dar adevărata sistematizare este realizată în secolul următor.
Carl Linné publică, în 1735, Systema naturae ("Sistematica naturii"), devenită lucrare de referință, deoarece o mare parte a conținutului acesteia este și astăzi acceptat.
În această lucrare, Linné așază omul în ordinul primatelor și îl denumește "Homo sapiens".

## Secolul al XIX-lea
Progresul general al cunoașterii a condus și la dezvoltarea biologiei.
Aceasta se ramifică în mai multe domenii care treptat vor evolua de sine-stătător.

### Istoria naturală
Călătoriile efectuate de naturaliști au furnizat o multitudine de informații privind diversitatea și distribuția lumii vii.
De o deosebită valoare sunt contribuțiile lui Alexander von Humboldt, care a analizat relația dintre organisme și mediu (adică domeniul istoriei naturale) făcând apel la studiul cantitativ specific filozofiei naturale (fizică, chimie).
Opera lui Humboldt a pus bazele biogeografiei și a influențat generațiile următoare de oameni de știință.

### Geologia și paleontologia
Geologia, știință care se conturează tot mai puternic în această perioadă, realizează apropierea dintre istoria naturală și filozofia naturală.
Stratigrafia stabilește corelația dintre distribuția spațială (geografică) a organismelor vii și cea temporală (istorică) și mai târziu avea să conducă la ideea de evoluție.
În jurul anului 1800, contribuțiile lui Georges Cuvier și ale altor naturaliști aduc progrese importante în anatomia comparată și în paleontologie.
În scrierile sale, Cuvier argumentează detaliat faptul că fosilele descoperite în urma săpăturilor sunt mărturiile unor specii demult dispărute și că cele actuale prezintă unele modificări, în opoziție cu teoriile fixiste de până atunci.
Fosilele descoperite de Gideon Mantell, William Buckland, Mary Anning și Richard Owen conduc la ideea că a existat o epocă a reptilelor, chiar anterioară celei a mamiferelor preistorice.
Toate aceste descoperiri au captivat atenția publicului și au îndreptat atenția către studiul istoriei vieții pe Pământ.
Pentru explicarea trecutului geologic s-au emis diverse teorii, precum unitarianismul și catastrofismul, ambele opuse una alteia, între ele menținându-se o continuă dispută.

### Biogeografia
Cea mai semnificativă teorie evoluționistă pre-darwinistă este cea a lui Jean-Baptiste de Lamarck.
Bazată pe ipoteza moștenirii caracterelor dobândite, această teorie, cunoscută și sub numele de lamarckism, a fost acceptată până la începutul secolului al XX-lea.
Idei asemănătoare fuseseră enunțate încă din antichitate de către Aristotel și Hippocrate, dar nu au fost luate în considerație.
Lamarck descrie un fel de lanț al evoluției care începe de la microbii inferiori și se încheie cu omul.
Combinând abordarea biogeografică a lui Humboldt, geologia uniformitarianistă a lui Lyell, concepțiile lui Thomas Malthus privind creșterea populației, naturalistul britanic Charles Darwin, în urma cercetărilor efectuate de-a lungul a zeci de ani, elaborează celebra sa teorie evoluționistă.
Bazată pe ipoteza selecției naturale, această teorie a avut un succes răsunător, stârnind dispute încă de la început, printre care controversa creație-evoluție.
La o concluzie similară privind evoluția ajunsese și Alfred Russel Wallace.
Publicarea, în 1859, a teoriei lui Darwin, în lucrarea "Originea speciilor prin selecție naturală sau păstrarea raselor favorizate în lupta pentru existență", poate fi considerată un moment epocal în istoria biologiei.
Totuși, selecția naturală a fost acceptată ca principal mecanism al evoluției abia un secol mai târziu, o dată cu apariția geneticii și cu explicarea modalităților prin care operează ereditatea.

### Fiziologia
De-a lungul secolului al XIX-lea, aria fiziologiei s-a extins înafara domeniului strict medical, ajungând să aibă ca obiect studiul proceselor fizice și chimice care au loc la nivelul organismelor.
Așadar ne referim nu numai la oameni, ci și la plante, animale și chiar microorganisme.
În lumina complexității acestor procese ce încep să se dezvăluie oamenilor de știință, comparația dintre ființa vie și o mașină rămâne o simplă metaforă.

#### Teoria celulară și embriologia
Progresele realizate în domeniul microscopiei au avut un puternic impact asupra gândirii biologice.
Astfel, la începutul secolului al XIX-lea, o serie de biologi și-au îndreptat atenția către celulă.
Se ajunge la concluzia că acesta posedă următoarele proprietăți:
- celula este unitatea structurală de bază a oricărui organism;
- fiecare celulă, luată individual, deține toate caracteristicile vieții;
- oricare celulă provine din diviziunea altei celule.

Primele două concepte au fost promovate în 1838, respectiv 1839 de către Schleiden și Schwann.
La a treia ipoteză s-a ajuns grație lucrărilor lui Robert Remak și Rudolf Virchow, astfel că din a doua jumătate a secolului al XIX-lea, cele trei idei sunt aceptate unanim, formând ceea ce astăzi numim teoria celulară.

#### Chimia organică și fiziologia experimentală
În chimie, unul din marile progrese ale acestei perioade a constat în apariția chimiei organice ca domeniu de sine-stătător.
Bazându-se pe rezultatele lui Lavoisier, studiind procese ca fermentația alcoolică și putrefacția, Friedrich Wöhler, Justus von Liebig și alți pionieri ai acestui noi discipline au demonstrat că lumea organică poate fi analizată prin metodele fizicii și chimiei.
Astfel, în 1828, a demonstrat că deși ureea este o substanță organică, ea poate fi creată doar din substanțe anorganice, fără a fi necesară prezența materiei vii.
Aceasta a dat o puternică lovitură vitalismului, proprietate atribuită încă din antichitate (chiar de Aristotel) acestor procese și substanțe organice.
Ulterior, la sfârșitul secolului al XIX-lea, se descoperă enzimele, catalizatori ai reacțiilor biochimice — reacții complexe la care teoriile cineticii chimice vor putea fi aplicate abia înspre sfârșitul secolului al XX-lea.
Fiziologi ca Claude Bernard au explorat (prin vivisecție sau alte metode experimentale) funcțiile fizice și chimice ale organismelor punând bazele endocrinologiei (domeniu care s-a dezvoltat rapid după descoperirea primului hormon, secretina, în 1902), biomecanicii, precum și studiului nutriției și digestiei.
Importanța și diversitatea metodelor experimentale de studiu al fiziologiei s-au dezvoltat puternic în a doua jumătate a secolului al XIX-lea.
Controlul și reglarea proceselor din cadrul organismelor devin preocupări principale, fiind studiate în centre universitare specializate în biologie.

## Secolul al XX-lea
La începutul secolului al XX-lea, metoda experimentală în biologie a căpătat o puternică amploare.
Descoperiri ca mecanismul eredității și cel al metabolismului au reliefat clar importanța experimentului, în defavoarea metodelor de studiu ale științelor naturii, care puneau accentul pe analiza morfologică și filogenetică.

### Ecologia
Ecologia a apărut ca o combinație între biogeografie și studiul ciclului biogeochimic al materiei.
Necesitatea creșterii acurateței cunoașterii biologice a mutat centrele de efectuare a experimentelor și analizelor din laboratoare în mijlocul naturii.
Institute, precum  Carnegie Station for Experimental Evolution sau Marine Biological Laboratory, au realizat medii naturale semicontrolate (grădini botanice sau rezervații) în care au studiat organismele în întregul lor ciclu de viață.
Apar noi concepte și teme de cercetare, precum:
- succesiunea ecologică (introdusă la începutul secolului de către Henry Chandler Cowles și Frederic Clements);
- ecuațiile Alfred Lotka de studiu al dinamicii biologice;
- studiul biogeochimic al lacurilor și râurilor (limnologia), introdus de  G. Evelyn Hutchinson;
- studiul lanțurilor trofice, inițiat de Charles Elton.

Astfel, ecologia devine o disciplină independentă. La jumătatea secolului al XX-lea, Eugene P. Odum, sintetizând rezultatele ecologiei ecosistemelor, stabilește relația dintre diversele grupuri de organisme (în special din punct de vedere material și energetic) ca fiind obiectul principal de studiu al ecologiei.

### Genetica și teoria sintetică a evoluției
În 1900, Hugo de Vries, Carl Correns și Erich von Tschermak au redescoperit în mod independent legile lui Mendel.
La scurt timp, cercetătorii din domeniul citologiei au emis ipoteza conform căreia materialul genetic ar fi constituit din cromozomi.
Între 1910 și 1915, Thomas H. Morgan, studiind Drosophila melanogaster (devenită ulterior organism-model în genetică), elaborează teoria cromozomială a eredității.
Hugo de Vries a încercat să aplice aceste rezultate ale geneticii (ereditate și hibridare) în cadrul evoluționismului și a elaborat teoria mutațiilor genetice, care a fost acceptată pe scară largă imediat după publicare.
Un număr mare de aderenți câștigase și teoria eredității caracterelor dobândite a lui Jean-Baptiste de Lamarck.
De asemenea, John Burdon Sanderson Haldane, Ronald Fisher și Sewall Wright au elaborat conceptul de genetica populațiilor.
Toate aceste rezultate au condus la crearea sintezei moderne a teoriei darwiniene a evoluției, și anume teoria sintetică a evoluției.
În a doua jumătate a secolului al XX-lea, teoria geneticii populațiilor începe să fie aplicată în discipline de graniță nou apărute, sociobiologia și psihologia evoluționistă.
În anii 1960, W. D. Hamilton și alții au elaborat noi metode legate de teoria jocului pentru a explica altruismul din cadrul grupurilor sociale de animale, mai ales în ceea ce privește perpetuarea speciei.
Prin anii 1970, Stephen Jay Gould și Niles Eldredge au elaborat teoria echilibrului punctat, prin care se explică faptul că multe schimbări evolutive pot avea loc în intervale scurte de timp.
În 1980, Luis Alvarez și Walter Alvarez formulează ipoteza conform căreia dispariția dinozaurilor a fost cauzată de un impact cu un corp ceresc.
Tot în acea perioadă, analiza statistică a fosilelor de organisme marine, publicată de Jack Sepkoski și David M. Raup, a condus către o estimare mai riguroasă a evenimentelor de extincție în masă care au survenit în istoria timpurie a Terrei.

### Biochimia, microbiologia și biologia moleculară
La sfârșitul secolului al XIX-lea s-a reușit explicarea, în linii mari, a metabolismului medicamentelor, a sintezei proteinelor, a acizilor grași și a ureei.
În primele decenii ale secolului al XX-lea încep să fie izolate și sintetizate vitaminele.
Tehnici de laborator perfecționate, ca electroforeza și cromatografia, aduc progrese semnificative în cadrul chimiei fiziologiei, domeniu care, ca și biochimia, devine de sine-stătător încă din momentul apariției sale.
În perioada anilor 1920 și 1930, Hans Adolf Krebs, Carl Ferdinand Cori, Gerty Cori și alții au început să studieze căile metabolice fundamentale ale vieții: ciclul acidului citric, glicogeneza, glicoliza și sinteza steroizilor și a porfirinei.
Către jumătatea secolului, Franz Lipmann și alții au stabilit rolul ATP-ului (purtător universal de energie la nivelul celulei) și al mitocondriei (producătoare de energie).
Aceste tipuri de cercetări se efectuează și în prezent.

### Biotehnologia, ingineria genetică
Biotehnologia, în sensul ei general, a fost o ramură a biologiei până către sfârșitul secolului al XIX-lea.
În momentul când agricultura și industria băuturilor alcoolice au atins cote industriale, chimiștii și biologii  au devenit conștienți de marele potențial pe care îl prezintă utilizarea proceselor biologice controlate.
Prin anii 1970 a fost inventată o gamă largă de biotehnologii ce vizau obținerea unor substanțe medicamentoase precum penicilina și steroizii, a unor substanțe alimentare din alge (precum Chlorella), a biocombustibililor sau crearea unor soiuri de plante hibride (care s-au dovedit foarte performante în cadrul Revoluției verzi, începută în agricultură în jurul anului 1945).

#### ADN recombinant
Biotehnologia, în accepția domeniului modern al ingineriei genetice, ia ființă abia prin anii 1970, o dată cu descoperirea ADN-ului recombinant.
La sfârșitul anilor 1960 fuseseră descoperite și descrise enzimele de restricție; a urmat descoperirea tehnicii duplicării și apoi a sintezei genelor virale.
În 1972, în laboratorul biochimistului american Paul Berg, se creează primele organisme modificate genetic.
La scurt timp, alți cercetători, utilizând macromolecula plasmidă și genele care să determine rezistența la antibiotice, au obținut noi rezultate în domeniul tehnicii recombinării.
Conștienți de potențialele pericole (de exemplu bacteriile prolifice cu gene virale cancerigene), oamenii de știință — dar și publicul larg — manifestă, pe lângă entuziasm, și o oarecare rezervă față de aceste descoperiri.
S-a ajuns la solicitarea unui moratoriu asupra experimentelor de recombinare a ADN-ului, până la realizarea unui cadru juridic adecvat.
În acest scop, în februarie 1975, a avut loc la Asilomar (California), Conferința asupra Tehnicii Recombinării ADN-ului.
În prezent asistăm la o evoluție vertiginoasă a ingineriei genetice.
Sunt puse la punct noi tehnici, cum ar fi secvențializarea ADN-ului (grație lucrărilor de pionierat întreprinse de Fred Sanger și Walter Gilbert), sinteza oligonucleotidelor și tehnica transfecțiilor.
Firma Genetic Engineering Technology, Inc reușește sintetizarea insulinei umane, un alt rezultat răsunător, care marchează suprapunerea caracterelor biologic, social și tehnologic al acestor descoperiri științifice.